# Kaschirskoje (Kaliningrad)
Kaschirskoje (russisch Каширское, deutsch Schaaksvitte) ist ein Ort in der russischen Oblast Kaliningrad. Er liegt im Rajon Gurjewsk und gehört zur kommunalen Selbstverwaltungseinheit Stadtkreis Gurjewsk.

## Geographische Lage
Die Ortschaft liegt in der historischen Region Ostpreußen, 27 Kilometer nordöstlich von Königsberg (Kaliningrad) am Südufer des Kurischen Haffs (russisch: Kurschski saliw).
Von der Fernstraße A 190 unweit der Stadtgrenze von Gurjewsk (Neuhausen) führt eine Nebenstraße über Lasowskoje (Trömpau) und Schemtschuschnoje (Kirche Schaaken) direkt in den Ort, der bis 1945 auch Endstation der Königsberger Kleinbahn und deren Bahnstrecke Prawten–Schaaksvitte war. Durch das Dorf Kaschirskoje fließt das ehemals Beek genannte Flüsschen.

## Geschichte

Schaaksvitte nordnordöstlich von Königsberg und nördlich des Dorfs Schaaken, an der Südküste des Kurischen Haffs, auf einer Landkarte von 1910.

Das vor 1945 „Schaaksvitte“ genannte Dorf war nach Schaaken (heute russisch: Nekrassowo/Liska-Schaaken und auch Schemtschuschnoje/Kirche Schaaken) hin orientiert. Hier gab es seinerzeit 48 Fischereibetriebe, und der Fischfang war der Haupterwerbszweig der Einwohner, was schon der Ortsname besagte: Vitte = Witte = Fischhandelsplatz. Der kleine Hafen an der 500 Meter in das Haff hineinreichenden Mole war über die Jahrhunderte ein bedeutender Umschlagplatz für per Schiff transportierte Frachten.
Im Jahre 1874 wurde Schaaksvitte, damals in Adlig Schaaksvitte und Königlich Schaaksvitte unterteilt, in den neu errichteten Amtsbezirk Schaaken eingegliedert. Er gehörte bis 1939 zum Landkreis Königsberg i. Pr., 1939 bis 1945 Landkreis Samland im Regierungsbezirk Königsberg der preußischen Provinz Ostpreußen.
Die Landgemeinde Schaaksvitte (die beiden Ortsteile wurden noch vor 1908 zu einer Landgemeinde zusammengeschlossen) zählte im Jahre 1910 659 Einwohner. Am 30. September 1928 wurde die kleine Landgemeinde Sand (bei Schaaken) nach Schaaksvitte eingemeindet, und die Einwohnerzahl stieg bis 1933 auf 578 und betrug 1939 bereits 607.
Gegen Ende des Zweiten Weltkriegs wurde dem Ort am  25. Januar 1945 der Räumungsbefehl erteilt, zwei Tage später nahm die Rote Armee Schaaksvitte ein. Kampfhandlungen gab es nicht, und auch die Häuser blieben unversehrt. Schaaksvitte wurde nach Kriegsende mit dem gesamten nördlichen Ostpreußen unter sowjetische Verwaltung gestellt. Das Dorf erhielt 1947 nach der Herkunft der Neusiedler aus dem Kaschirski rajon in der Oblast Moskau den russischen Namen Kaschirskoje und wurde als Sitz eines Dorfsowjets in den neu gebildeten Rajon Gurjewsk eingegliedert. Im Jahr 1954 gelangte der Ort in den Dorfsowjet Marschalski selski Sowet. Von 2008 bis 2013 gehörte Kaschirskoje zur Landgemeinde Chrabrowskoje selskoje posselenije und seither zum Stadtkreis Gurjewsk.

### Kaschirski selski Sowet 1947–1954
Der Dorfsowjet Kaschirski selski Sowet (ru. Каширский сельский Совет) wurde im Juni 1947 eingerichtet. Im Jahr 1954 wurde der Dorfsowjet aufgelöst und ging im neu gebildeten  Marschalski selski Sowet auf.
| Ortsname                      | Name bis 1947/50 | Jahr der Umbenennung |
| ----------------------------- | ---------------- | -------------------- |
| Kaschirskoje (Каширское)      | Schaaksvitte     | 1947                 |
| Kijewskoje (Киевское)         | Schmiedehnen     | 1947                 |
| Krasnopolje (Краснополье)     | Regitten         | 1947                 |
| Nekrassowo (Некрасово)        | Liska-Schaaken   | 1947                 |
| Owraschnoje (Овражное)        | Nickelsdorf      | 1947                 |
| Petrowka (Петровка)           | Sperlings        | 1947                 |
| Pirogowo (Пирогово)           | Sudnicken        | 1947                 |
| Prawdino (Правдино)           | Thiemsdorf       | 1947                 |
| Pridoroschnoje (Придорожное)  | Kirschappen      | 1950                 |
| Schemtschuschnoje (Жемчужное) | Kirche Schaaken  | 1947                 |
| Starorusskoje (Старорусское)  | Eythienen        | 1950                 |
| Wassiljewskoje (Василевское)  | Wesselshöfen     | 1950                 |

### Einwohnerentwicklung
| Jahr | Einwohner | Bemerkungen              |
| ---- | --------- | ------------------------ |
| 1910 | 659       | Einschließlich Sand: 730 |
| 1933 | 578       |                          |
| 1939 | 607       |                          |
| 2002 | 166       |                          |
| 2010 | 172       |                          |

## Kirche
Die Bevölkerung Schaaksvittes war vor 1945 fast ausnahmslos evangelischer Konfession und in das Kirchspiel Schaaken – die Pfarrkirche stand in Kirche Schaaken (russisch: Schemtschuschnoje) – eingepfarrt. Es gehörte zum Kirchenkreis Königsberg-Land II innerhalb der Kirchenprovinz Ostpreußen der Kirche der Altpreußischen Union. Die beiden letzten Geistlichen waren die Pfarrer Ernst Glaubitt und Walter Dignath. Heute liegt Kaschirskoje im Einzugsgebiet der in den 1990er-Jahren neu entstandenen evangelisch-lutherischen Kirchengemeinde Marschalskoje (Gallgarben). Sie ist eine Filialgemeinde der Kaliningrader Auferstehungskirche, der Hauptkirche der Propstei Kaliningrad in der Evangelisch-lutherischen Kirche Europäisches Russland (ELKER).

## Schule
Vor 1945 gab es in Schaaksvitte eine dreiklassige Volksschule, die auch von den Kindern aus Eythienen (russisch: Starorusskoje), Sand (heute nicht mehr existent) und Wesselshöfen (Wassiljewskoje) besucht wurde.